# Франсоа Дамјен
Франсоа Жорж Анри Мари Гилен Жозеф Дамијен (фр. François Georges Henri Marie Ghislain Joseph Damiens; рођен 17. јануара 1973. године, Укел, Белгија), белгијско француски је комичар и филмски и ТВ глумац.
Белгијски комичар, аутор хумористичне ТВ емисије „Франсоа варалица“, у којој је провоцирао људе на смешне ствари и све снимао скривеном камером. Емисија је добила признање чак и ван Белгије, почела је да се емитује у Француској и Швајцарској. Демијен је своју филмску каријеру започео 2006. године, глумећи у филму Агент 117: Каиро – гнездо шпијуна. Појављује се углавном у комедијама. Био је номинован за награду Сезар за најбољег споредног глумца за улогу у филму Срцоломац (2011).
Глумио је и у филмовима Такси 4 (2007), Астерикс и Обеликс у Британији (2012).